# Marcos Oliveira
Antônio Marcos Oliveira (Santo André, 27 de maio de 1956) é um ator e performista brasileiro. Ele é mais conhecido por interpretar o neurótico pasteleiro Abelardo "Beiçola" Taubaté e seu alter ego, a mãe Dona Etelvina, no seriado A Grande Família (2001–14), pelo qual é lembrado até hoje pelos fãs.

## Biografia
Iniciou sua carreira na década de 1960 em um grupo de teatro na sua cidade natal Santo André, no ABC paulista. Tinha como inspiração na dramaturgia o saudoso Ronald Golias, de quem era fã na infância pela sitcom Família Trapo, e foi por causa do mesmo, que Marcos quis se tornar ator.
Sua estreia na televisão se deu em 1988, na novela Vale Tudo, na qual ele interpretava o cabeleireiro das personagens Celina (Nathália Timberg), Maria de Fátima (Glória Pires) e Raquel (Regina Duarte).
Marcos também atuou como crooner em seu projeto Noites Dançantes, que visa resgatar o clima dos antigos bailes românticos.
Em dezembro de 2021, Marcos esteve internado no Hospital Municipal Souza Aguiar, no Centro do Rio, tratando de uma infecção urinária.
Em setembro de 2020, Marcos sofreu um infarto agudo do miocárdio e teve que passar por uma cirurgia de emergência para fazer um cateterismo.
Depois de um período afastado da televisão, em 2022, fez participação especial na novela Poliana Moça, do SBT.
Em 11 de julho de 2022, foi internado em um hospital do Rio de Janeiro para uma cirurgia da fístula na uretra.
Em janeiro de 2024, foi anunciado  Marcos Oliveira atuaria com Martina Oliveira na peça Entre Olhares, escrita por Beatrice Arouca e dirigida por Thiago Picchi, baseada na música Pais e Filhos do Legião Urbana. Na época, Marcos estava passando por dificuldades financeiras por ter caído em um golpe e Martina havia arrecadado dinheiro para o ator e ajudou a divulgar sua biografia.

## Filmografia

### Televisão
| Ano     | Título                             | Papel                                    | Nota                                                                 |
| ------- | ---------------------------------- | ---------------------------------------- | -------------------------------------------------------------------- |
| 1988    | Vale Tudo                          | Ângelo                                   | Elenco de apoio                                                      |
| 1989    | Kananga do Japão                   | Aparício Torelli                         |                                                                      |
| 1990    | Mico Preto                         | Alfredo                                  |                                                                      |
| 1990    | A História de Ana Raio & Zé Trovão | Léo                                      |                                                                      |
| 1994    | A Viagem                           | Mãozinha                                 | Participação especial                                                |
| 1996    | Salsa e Merengue                   | Cândido (Candinho)                       |                                                                      |
| 1996    | O Rei do Gado                      | Tonico                                   | Participação especial                                                |
| 1997    | Anjo Mau                           | Agenor                                   | Participação especial                                                |
| 1998    | Corpo Dourado                      | Milton                                   | Participação especial                                                |
| 1998    | Hilda Furacão                      | Zé Viana                                 |                                                                      |
| 1998    | Labirinto                          | Jacaré                                   |                                                                      |
| 1999    | Mulher                             | Argemiro                                 | Episódio: "De Anjos e Demônios"                                      |
| 1999    | O Belo e as Feras                  | Mona                                     | Episódio: "Mas Será o Veredito?"                                     |
| 1999    | Andando nas Nuvens                 | Dr. Vantuir Magalhães                    |                                                                      |
| 1999    | Você Decide                        | Ronaldo Rosas                            | Episódio: "Pré-datado"                                               |
| 2000    | Você Decide                        | Saraiva                                  | Episódio: "Assim é se lhe Parece"                                    |
| 2000–01 | Zorra Total                        | Vários personagens                       |                                                                      |
| 2001–14 | A Grande Família                   | Abelardo "Beiçola", Dona Etelvina        |                                                                      |
| 2010    | Adorável Psicose                   | Odair                                    | Episódio: "A Napolitana"                                             |
| 2015    | Vai que Cola                       | Frajola                                  | Episódio: "Bicha Macho Macho Bicha"                                  |
| 2016    | Os Suburbanos                      | Charufe                                  | Episódios: "Apertem Os Cintos, O Subúrbio Subiu!" "O Banquete Grego" |
| 2016    | Liberdade, Liberdade               | Padre Vizeu / Dimas Tenório              |                                                                      |
| 2017    | Tô de Graça                        | Pai de Santo                             | Episódio: "Casamento Americano"                                      |
| 2017    | Pânico na Band                     | José Bonifácio de Andrada e Silva        | Quadro: "Master Trash"                                               |
| 2018    | Valentins                          | Dr. Erasto Kromel                        | Episódios: "De Volta Para O Presente" "Desmascarado"                 |
| 2018    | Deus Salve o Rei                   | Heráclito de Fernandes, Conde de Alcaluz |                                                                      |
| 2019    | O Dono do Lar                      | Rodolfo Braga                            |                                                                      |
| 2022    | Poliana Moça                       | Romeu Collodi                            | Episódios: "15–19 de julho"                                          |

### Cinema
| Ano  | Título                     | Personagem         |
| ---- | -------------------------- | ------------------ |
| 2004 | A Dona da História         | Nicolau            |
| 2007 | A Grande Família - O Filme | Abelardo (Beiçola) |
| 2015 | Chatô, o Rei do Brasil     | Teddy              |
| 2015 | O Casamento de Gorete      | Padre              |
| 2017 | Os Parças                  | Seu Juvêncio       |
| 2018 | Mulheres Alteradas         | Gillies            |
| 2021 | Diários de Intercâmbio     | Seu Hélio          |
| 2024 | Vidas Periféricas          | Espantalho         |

### Internet
| Ano  | Título           | Personagem |
| ---- | ---------------- | ---------- |
| 2022 | Porta dos Fundos | Alfred     |

## Teatro
- 1983 - Romeu e Julieta - Frei Lourenço, direção de Antunes Filho
- 2010 - Decameron - A Comédia do Sexo
- 2019 - Evolução[17]